# Un dernier seigneur pour Eldorado

Un dernier seigneur pour Eldorado, ou King Eldorado est une histoire en bande dessinée de Keno Don Rosa. Elle met en scène Balthazar Picsou avec ses neveux Donald Duck, Riri, Fifi et Loulou. Il affronte un de ses ennemis récurrents, Gripsou. Elle se déroule principalement en Colombie.

## Synopsis
Alors que Picsou et ses neveux explorent la mer des Caraïbes à la recherche des vaisseaux espagnols naufragés et de leurs trésors, ils trouvent la plaque en or de la concession d'une banque allemande. Se rendant à Berlin et Nuremberg, ils découvrent que cette banque possèderait toujours une agence, perdue quelque part en Amérique du Sud. Flairant la bonne affaire, Picsou décide de racheter cette banque et découvre que son agence serait située à Eldorado, la cité d'or perdue. Malheureusement pour lui, le précédent propriétaire de la banque, Gripsou, se doutant bien que Picsou n'aurait pas racheté cette banque si elle n'avait aucune valeur, se lance à leur poursuite. S'engage alors une chasse au trésor qui les mènera au fameux Eldorado.

## Fiche technique
- Code de l'histoire: D 96066.
- Éditeur : Egmont.
- Titre de la première publication : Un dernier seigneur pour Eldorado, puis King Eldorado.
- Titre en anglais : The Last Lord of Eldorado.
- 30 planches.
- Auteur et dessinateur : Keno Don Rosa.
- Première publication : Picsou Magazine n°318, juillet 1998, France.
- Première publication aux États-Unis : Uncle Scrooge n°311, juillet 1998.

En France, l'histoire est parue en 1997, sous le titre Un dernier seigneur pour Eldorado bien qu'une traduction littérale du titre anglais ait été Le dernier seigneur d'Eldorado. Pour sa réédition en 2006, un nouveau titre est adopté qui s'éloigne encore plus du titre original, King Eldorado.